# Chiesa invisibile
Il concetto teologico cristiano di "chiesa invisibile" è affermato prevalentemente nell'ecclesiologia protestante, laddove per "chiesa" si intende essenzialmente una realtà spirituale conosciuta solo da Dio, realtà che trascende le sue manifestazioni storiche contingenti, imperfette e fallibili, quelle che nascono e si sviluppano in questo mondo.
Il punto di base di questa dottrina è che, dato che la Chiesa è la "sposa di Cristo", il corpo di Cristo, e quella che riceve tutte le benedizioni spirituali di Cristo, solo i veri credenti possono essere considerati membri della Chiesa. Vi è un senso secondario per il quale increduli ed ipocriti possono essere chiamati "membri della chiesa", ma solo in forza della loro comunione esteriore con la Chiesa, e non perché siano veri membri della Chiesa o appartengano propriamente ad essa.

## Lineamenti storici
Il concetto teologico di chiesa invisibile appare soprattutto nell'ambito dei movimenti cristiani anti-istituzionali che, in vari momenti della storia, contestano la formalizzazione e l'irrigidimento organizzativo delle strutture ecclesiastiche. Esse, infatti, non solo sono viste soffocare la spiritualità e la spontaneità dell'esperienza cristiana, ma, nella logica delle istituzioni, spesso queste ultime privilegiano l'aspetto quantitativo a scapito di quello qualitativo. Le istituzioni, poi, hanno la tendenza di attirare, nel loro ambito, sia personalità servili che ambiziose di potere, estranee ad una genuina esperienza di fede. D'altro canto, però, i movimenti anti-istituzionali hanno la tendenza, nelle loro aspirazioni alla purezza della fede e della chiesa a diventare puritanici e settari, rivelandosi, così, altrettanto oppressivi.
Ecco così come il concetto di chiesa invisibile emerga presso i Donatisti, ai quali risponde Agostino d'Ippona che, appunto, contesta la legittimità della loro presa di posizione anti-istituzionale. Secondo i Donatisti, infatti, la chiesa ha una duplice dimensione, la chiesa visibile, inferiore e costituita gerarchicamente e la chiesa invisibile, composta dai fedeli santi e governata dallo Spirito Santo. Lo stesso Agostino, però, distingue fra il vero corpo di Cristo, che consiste nei figli eletti di Dio sin dall'eternità, e il corpo mistico di Cristo, che comprende tutti i battezzati.
Lo stesso si ritrova nell'Arianesimo, nel movimento cataro, nel profetismo di Gioacchino da Fiore recepito dalla corrente spirituale del francescanesimo, nel riformismo di John Wyclif e Jan Hus, in Marsilio da Padova, arrivando al dualismo ecclesiologico tra ecclesia abscondita (spiritualis) ed ecclesia universalis.
Questo concetto è stato poi ripreso dalla Riforma protestante come modo per distinguere fra la Chiesa cattolica "visibile" che, secondo i Riformatori, era in gran parte corrotta e coloro che, nel cui ambito, erano autentici credenti. I Riformatori non intendono che vi siano due chiese separate, ma due classi di cristiani nella stessa comunione esteriore. La "chiesa invisibile" è nella "chiesa visibile" come l'anima è nel corpo o come l'ostrica nella conchiglia, ma solo Dio sa con certezza chi appartenga alla chiesa invisibile e sarà alla fine salvato. In questo senso i suoi veri figli sono invisibili, cioè non riconoscibili in modo certo.
Lutero, che apertamente adotta la concezione di Jan Hus alla disputa di Lipsia, applica per la prima volta il termine "invisibile" alla chiesa menzionata nel Credo apostolico. La Confessione di Augusta definisce la Chiesa come: "L'assemblea dei santi (o credenti) in cui l'Evangelo è insegnato con purezza ed i sacramenti sono debitamente amministrati" (escludendone così Battisti e Quaccheri).

A proposito dell'ecclesiologia luterana, Roberta Saracino scrive: 
Il sistema teologico riformato, però, estende il dominio della chiesa invisibile o vera (e la possibilità stessa della salvezza) oltre i confini della Chiesa visibile, sostenendo che lo Spirito santo non è legato agli ordinari mezzi della grazia, ma può operare e salvare "quando, dove, e come gli piace".
È Zwingli ad introdurre per primo il termine "chiesa invisibile", significando con "visibile" la comunità di tutti coloro che portano il nome di Cristiano e "invisibile", la totalità dei veri credenti di ogni epoca. Egli include nella chiesa invisibile i pagani pii, tutti i bambini morti in tenera età, sia battezzati che no. In questa idea egli anticipa le concezioni del liberalismo teologico moderno. Calvino definisce la distinzione più chiaramente degli altri riformatore ed essa passa nella Seconda confessione elvetica, quella di Westminster e nelle altre.
Più tardi è il Pietismo che sviluppa ulteriormente questo concetto, distinguendo, nell'ambito sociologico della chiesa, una "ecclesiola in ecclesia", cioè operando una distinzione fra coloro che appartengono alla chiesa solo per motivi sociologici e formali (chiesa visibile) e coloro che rigenerati spiritualmente dallo Spirito Santo, sono passati attraverso un'esperienza di conversione e manifestano viva fede ed impegno sulla via del discepolato cristiano. Questa stessa distinzione è particolarmente sentita oggi nel movimento evangelicale contrapposto alle chiese istituzionali ("storiche") che esse vedono come "contaminate dallo spirito di questo mondo" e quindi in stato di Apostasia.

## Esposizione del concetto
Il teologo J. I. Packer scrive:
La Confessione di fede di Westminster dichiara che la chiesa "...è stata a volte più, a volte meno visibile, e le chiese particolari, membri di essa, sono più o meno pure a seconda della misura in cui la dottrina dell'Evangelo viene insegnato ed abbracciato, le ordinanze amministrate ed il culto pubblico celebrato con più o meno purezza. Le chiese più pure sotto il cielo sono soggette a contaminazione e ad errore; alcune sono degenerate al punto da non essere più chiese di Cristo, ma sinagoghe di Satana". Nonostante tutto, però, "vi sarà sempre sulla terra una chiesa per rendere culto a Dio secondo la sua volontà" (XXV, 4,5).
Sempre vi saranno, cioè, nelle ambiguità e contraddizioni delle realtà storiche umane, autentici cristiani che, rigenerati spiritualmente dallo Spirito Santo, hanno fatto esperienza di un'autentica conversione a Cristo, credono in lui, lo amano e volentieri gli ubbidiscono. Sono questi coloro che formano la vera chiesa, gente di ogni tempo e paese, quelli che Dio sin da prima della fondazione del mondo, ha eletto a salvezza. Come afferma sempre la Confessione di Westminster: "La chiesa cattolica o universale, la quale è invisibile, è composta dal numero completo degli eletti che sono stati, che sono, e che saranno raccolti insieme in unità, sotto Cristo, il Suo Capo. Essa è la sposa, il corpo, il compimento di Colui che porta a compimento ogni cosa in tutti. La chiesa visibile, la quale sotto l'Evangelo è pure cattolica o universale cioè non confinata ad una nazione come sotto la legge, consiste di tutti coloro che, nel mondo intero professano la vera religione, insieme ai loro figlioli. È il regno del Signore Gesù Cristo, la casa e la famiglia di Dio, al di fuori dalla quale non v'è nessuna ordinaria possibilità di salvezza" (XXV, 1,2).
Secondo la teologia protestante, dunque, non esiste la "chiesa perfetta": vi saranno sempre nell'ambito della chiesa persone che si professano cristiane o che persino occupano posti di responsabilità nella chiesa che, di fatto lo sono per motivazioni spurie o per motivi sbagliati. Vi saranno sempre persone che affermano d'essere cristiane, di credere e d'amare Cristo, mentre di fatto il loro cuore è lontano da lui. Spesso accade che alcuni facciano parte della chiesa solo per convenienza sociale.
Gesù stesso afferma che nel giorno del giudizio: "...«Non chiunque mi dice: Signore, Signore! entrerà nel regno dei cieli, ma chi fa la volontà del Padre mio che è nei cieli. Molti mi diranno in quel giorno: "Signore, Signore, non abbiamo noi profetizzato in nome tuo e in nome tuo cacciato demòni e fatto in nome tuo molte opere potenti?" Allora dichiarerò loro: "Io non vi ho mai conosciuti; allontanatevi da me, malfattori!" (Matteo 7:21-23). La reale condizione del loro cuore, per quanto la chiesa eserciti fra i suoi membri discernimento e la necessaria disciplina, può essere molto sfuggente ed indubbiamente invisibile. Essa, però, non è invisibile a Dio e solo lui può conoscere il cristiano autentico.
Non conoscendo con certezza chi siano gli eletti, la chiesa cristiana, secondo la comprensione protestante, deve essere tollerante e generosa nel suo discernimento, evitando gli estremi del rigorismo disciplinare tipico dei gruppi settari, come pure il liberale inclusivismo generalizzato che tutto ammette e tollera pensando di "non giudicare" e di lasciare a Dio questo giudizio. Entrambi questi estremi non sarebbero conformi allo spirito di Cristo ed agli insegnamenti del Nuovo Testamento.

La seconda confessione elvetica afferma:

## Testi biblici di supporto
Alcuni testi biblici in supporto a questa concezione sono:
- La parabola del grano e delle zizzanie: Matteo 13:24-30.
- "Sono usciti di mezzo a noi, ma non erano dei nostri; perché se fossero stati dei nostri, sarebbero rimasti con noi; ma ciò è avvenuto perché fosse manifesto che non tutti sono dei nostri. Quanto a voi, avete ricevuto l'unzione dal Santo e tutti avete conoscenza" (1 Giovanni 2:19,20).
- "Tuttavia il solido fondamento di Dio rimane fermo, portando questo sigillo: «Il Signore conosce quelli che sono suoi», e «Si ritragga dall'iniquità chiunque pronunzia il nome del Signore»" (2 Timoteo 2:19).
- "Però non è che la parola di Dio sia caduta a terra; infatti non tutti i discendenti d'Israele sono Israele" (Romani 9:6).
- "Esaminatevi per vedere se siete nella fede; mettetevi alla prova. Non riconoscete che Gesù Cristo è in voi? A meno che l'esito della prova sia negativo" (2 Corinzi 13:5).
- "Se infatti, dopo aver fuggito le corruzioni del mondo mediante la conoscenza del Signore e Salvatore Gesù Cristo, si lasciano di nuovo avviluppare in quelle e vincere, la loro condizione ultima diventa peggiore della prima. Perché sarebbe stato meglio per loro non aver conosciuto la via della giustizia, che, dopo averla conosciuta, voltar le spalle al santo comandamento che era stato dato loro. È avvenuto di loro quel che dice con verità il proverbio: «Il cane è tornato al suo vomito», e: «La scrofa lavata è tornata a rotolarsi nel fango" (2 Pietro 2:20-22).

## Obiezioni e riproposizioni
Le obiezioni a questa dottrina provengono essenzialmente dal Cattolicesimo romano e dal cristianesimo ortodosso. Entrambe queste tradizioni, infatti, sostengono con forza la realtà visibile, concreta e storica della chiesa com'è stata fondata e validata da Cristo e prosegue nella successione apostolica. A questa chiesa viene attribuito congiuntamente un lato umano ed un lato divino. Essa godrebbe dell'assistenza dello Spirito Santo e come tale non verrà mai meno (può cioè vantare indefettibilità e infallibilità). La chiesa inoltre, secondo la dottrina cattolica ed ortodossa, è portatrice del potere santificante dei sacramenti, i quali sono garanzia della sua visibilità ed efficacia salvifica, indipendentemente dalla maggiore o minore dignità di chi li amministra o li riceve. Il Protestantesimo, d'altro canto, non considera tutto questo come "automatico".
La dottrina della chiesa invisibile è stata ripetutamente negata nel XX secolo anche da teologi protestanti come Karl Barth, Klaas Schilder, e John Murray, ma rimane un'accurata rappresentazione, sebbene impopolare, della dottrina protestante classica, ribadita, per esempio, nel XVII secolo da Antonius Walaeus (1573-1639), presente con Giovanni Diodati al Sinodo di Dordrecht, dell'Università di Leida, in Synopsis Purioris Theologiae, un manuale di teologia scritto originalmente nel 1625, stampato in 5 edizioni. Nel XIX secolo, Herman Bavinck (attorno al 1880) pubblica una nuova edizione del testo latino con una traduzione in olandese. Questa traduzione in olandese è stata recentemente ripubblicata.

## La chiesa invisibile presso gli Avventisti
La teologia della Chiesa cristiana avventista del settimo giorno presenta una singolare applicazione del concetto di chiesa invisibile all’interpretazione profetica del passaggio apocalittico delle Sette Chiese dell’Asia. Innanzitutto, i teologi avventisti evidenziano il fatto che nel suddetto passaggio dell’Apocalisse di Giovanni il testo greco impieghi la parola ecclesia indicando non già gli edifici storici delle chiese in esso menzionate, quanto la comunità di coloro che sono stati chiamati fuori dal mondo per essere il popolo santo di Dio. Il testo giovanneo prenderebbe allora il messaggio rivolto a quelle sette comunità dell’Asia come spunto per tracciare una grande descrizione simbolica della storia dell’intera chiesa invisibile, dalla sua nascita fino al ritorno di Cristo.
I capitoli 2-3 dell’Apocalisse sono ritenuti contenere una storia simbolica del vero popolo di Dio, indipendentemente dalla sua appartenenza denominazionale, suddivisa in sette periodi, ciascuno corrispondente a una fase particolare dell’esperienza storica, sociale e spirituale dei credenti. Ad esempio, la prima chiesa, quella di Efeso, simboleggerebbe l’esperienza dei primi cristiani fino al secondo secolo (Apocalisse 2:1-7). La chiesa di Smirne corrisponderebbe all’insieme dei cristiani perseguitati da Diocleziano, come anche sembrerebbe alludere il testo di Apocalisse 2:8-11, che parla di una tribolazione per dieci giorni: la durata complessiva delle persecuzioni di Diocleziano è infatti esattamente di dieci anni (dal 303 al 313, data dell’Editto di Milano), tenendo presente che nella simbologia della profezia biblica un giorno profetico corrisponde a un anno reale (cfr. Ezechiele 4:4-6).
Le due chiese finali cui Cristo si riferisce sono quella di Filadelfia e quella di Laodicea. La prima riceve solo elogi, mentre la seconda solo rimproveri. Negli ultimi tempi della storia del mondo, quelli dal 1844 in poi secondo l’Avventismo, dunque, la chiesa visibile va a corrispondere sempre più alla descrizione di Laodicea, con le sue istituzioni fredde e tiepide, ipocrite e orgogliose (Apocalisse 3:14-22), mentre quella di Filadelfia viene “incarnata” nell’azione della chiesa invisibile, disposta a morire per Cristo, annunciandone il messaggio con coerenza, sacrificio e zelo.
Le 2 chiese sono rappresentate anche nella Parabola delle dieci vergini di Gesù: cinque sono stolte, mentre cinque sono avvedute. Le prime hanno una religione formale e mondana, priva dello Spirito Santo, le seconde possiedono l’olio di tale Spirito, ovvero la virtù del discernimento tra il bene e il male. Stesso concetto si può riscontrare in parallelo con le due Donne di Apocalisse 12 e 17: una sta in piedi sulla luna, brillando della luce riflessa da Dio, il Sole, custodendo cioè la profezia e i comandamenti, l'altra sta invece a cavallo di una bestia rappresentante il potere politico, quindi è fedele alle istituzioni umane e non a quelle divine.
L’azione politico religiosa di questa chiesa visibile, ormai irrimediabilmente corrotta, porterà in essere la persecuzione finale contro la chiesa invisibile. Il rapporto tra chiesa visibile e invisibile si concluderà perciò con l’instaurarsi dell’apparente regno dell’Anticristo, abilmente dissimulato all’interno della gerarchia della chiesa visibile, gerarchia che perseguiterà con l’appoggio dei governi mondiali il popolo di Dio della vera chiesa invisibile. Questa sarà liberata dalla Grande Tribolazione alla seconda venuta di Gesù Cristo nella gloria.

## Estensione del concetto
Mentre il concetto di "chiesa invisibile" essenzialmente esclude dalla chiesa quelli che non sono ritenuti "veri cristiani", esso è stato usato da altri per includere nella chiesa altri che formalmente non ne fanno parte. La teologia liberale moderna sostiene come esistano valide spiritualità anche al di là delle chiese cristiane propriamente dette ed al di là della definizione cristiana di chiesa o di credente. Questo pare essere uno sviluppo ulteriore dell'idea di Zwingli che pure fra i pagani, per le loro virtù, si trovino membri invisibili della chiesa e quindi persone salvate.
L'idea di "chiesa invisibile" in questo senso "inclusivo" appare nel pensiero del teologo cattolico Karl Rahner e Edward Schillebeeckx quando parlano di "cristianesimo anonimo". La tesi di Rahner è che: (1) il cristianesimo è religione assoluta; (2) ogni religione contiene tracce di grazia; (3) ogni uomo è cristiano anonimo; (4) la Chiesa è la forma storica in cui confluisce la rivelazione di Dio in Cristo.